# Diocesi di San Jacinto
La diocesi di San Jacinto (in latino Dioecesis Sancti Hyacinthi) è una sede della Chiesa cattolica in Ecuador suffraganea dell'arcidiocesi di Guayaquil. Nel 2022 contava 729.816 battezzati su 814.125 abitanti. È retta dal vescovo Gustavo Adolfo Rosales Escobar.

## Territorio
La diocesi si trova nella parte orientale della provincia del Guayas e comprende i cantoni di Yaguachi, Durán, Milagro, Alfredo Baquerizo Moreno, Simón Bolívar, Naranjito, General Antonio Elizalde, El Triunfo, Coronel Marcelino Maridueña, Naranjal e Balao, e le parrocchie civili rurali di Puna e di Tenguel nel cantone di Guayaquil.
Sede vescovile è la città di Yaguachi (nota anche con il nome di San Jacinto de Yaguachi o Yaguachi Nuevo), dove si trova la cattedrale di San Giacinto. La curia diocesana si trova a Durán, dove sorge la concattedrale del Divino Niño.
Il territorio si estende su 6.265 km² ed è suddiviso in 48 parrocchie, raggruppate in 4 vicarie: Nuestra Señora de los Ángeles di Durán, San Francisco di Milagro, San José di Naranjal e Nuestra Señora del Cisne di El Triunfo.

## Storia
La diocesi di San Jacinto de Yaguachi fu eretta il 4 novembre 2009 con la bolla Verba salutiferae di papa Benedetto XVI, ricavandone il territorio dall'arcidiocesi di Guayaquil.
L'8 ottobre 2015 ha mutato il proprio nome, assumendo quello attuale.

## Cronotassi dei vescovi
Si omettono i periodi di sede vacante non superiori ai 2 anni o non storicamente accertati.
- Aníbal Nieto Guerra, O.C.D. (4 novembre 2009 - 31 gennaio 2025 ritirato)
- Gustavo Adolfo Rosales Escobar, dal 31 gennaio 2025

## Statistiche
La diocesi nel 2022 su una popolazione di 814.125 persone contava 729.816 battezzati, corrispondenti all'89,6% del totale.
| anno | popolazione | popolazione | popolazione | presbiteri | presbiteri | presbiteri | presbiteri                | diaconi | religiosi | religiosi | parrocchie |
| anno | battezzati  | totale      | %           | numero     | secolari   | regolari   | battezzati per presbitero | diaconi | uomini    | donne     | parrocchie |
| ---- | ----------- | ----------- | ----------- | ---------- | ---------- | ---------- | ------------------------- | ------- | --------- | --------- | ---------- |
| 2009 | 618.301     | 715.856     | 86,4        | 49         | 40         | 9          | 12.618                    | 3       | ?         | ?         | 42         |
| 2010 | 627.000     | 725.000     | 86,5        | 44         | 33         | 11         | 14.250                    |         | 12        | 53        | 42         |
| 2014 | 659.000     | 772.000     | 85,4        | 55         | 39         | 16         | 11.981                    | 2       | 17        | 53        | 43         |
| 2015 | 658.402     | 738.169     | 89,2        | 54         | 39         | 15         | 12.192                    | 3       | 17        | 69        | 44         |
| 2017 | 679.130     | 757.559     | 89,6        | 60         | 41         | 19         | 11.318                    | 3       | 20        | 64        | 48         |
| 2020 | 709.800     | 791.800     | 89,6        | 62         | 45         | 17         | 11.448                    | 3       | 20        | 83        | 48         |
| 2022 | 729.816     | 814.125     | 89,6        | 50         | 35         | 15         | 14.596                    | 3       | 20        | 54        | 48         |